# Lisieux
Lisieux è un comune francese di 22 729 abitanti situato nel dipartimento del Calvados nella regione della Normandia, capoluogo della regione Pays d'Auge e sede di sottoprefettura.
Deve la sua fama mondiale quale centro di pellegrinaggio cattolico a santa Teresa di Lisieux, al secolo Thérèse Martin che la ebbe come cittadina dal 1877 fino alla morte avvenuta venti anni dopo. La località si estende tra Deauville e Trouville al nord e Vimoutiers e Orbec al sud. Le sue origini risalgono a più di 2000 anni fa testimoniate dalle tracce dell'occupazione romana, le invasioni barbariche e quelle dei pirati scandinavi. Vi nacque il pittore Charles-Alexandre Coëssin de la Fosse
(1829-1910).

## Storia

### Antichità
Lisieux era l'antica capitale del popolo dei Lessovi. Giulio Cesare la menziona sul suo Commentarii de bello Gallico come un Oppidum gallico, oggi localizzato al Castellier, posizionato a circa 3 chilometri a sud-ovest della città. Le sue mura circondavano un'area di circa 200 ettari, una grande estensione per l'epoca. Ma nel frattempo la città gallo-romana venne stabilita nel luogo dove ancora oggi sorge Lisieux. Era una città importante e dotata di monumenti romani prestigiosi, fra cui le terme, i cui resti sono venuti alla luce in prossimità dell'ospedale negli anni 1980, visibili nel Jardin archéologique de l'hôpital. Inoltre un grande Santuario rurale sorgeva a qualche chilometro a nord-ovest e comprendeva un teatro-anfiteatro, degli edifici pubblici e dei Fana.
Nel IV secolo vi si insediano Laeti germanici, con donne e bambini, ausiliari dell'armata romana, le cui tombe vennero alla luce nella necropoli di Michelet, con mobilio tipico della Germania settentrionale.

### Medioevo

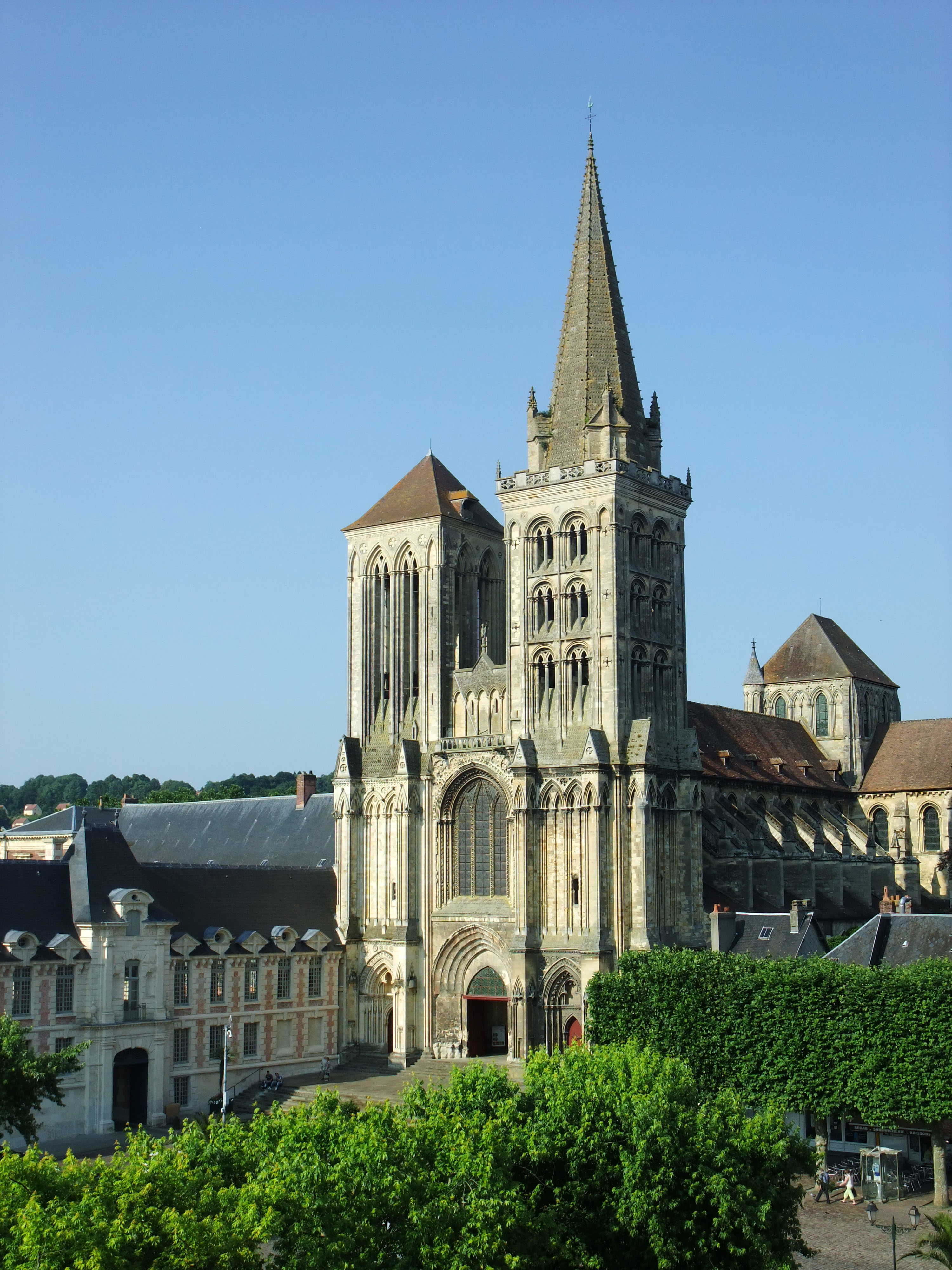
La cattedrale.

Solo dopo la caduta dell'Impero romano d'Occidente la città divenne sede episcopale sotto la dipendenza dell'arcivescovo di Rouen. La giurisdizione del vescovo di Lisieux si esercitava sull'attuale Lieuvin e il Pays d'Auge, che corrispondeva probabilmente al quadro amministrativo romano che si rifaceva a sua volta al territorio dei Lessovi. Il vescovo era anche titolare di una contea, che comprendeva la città e il suo contado, cosa assai rara per la Francia dell'ovest, e possedeva diverse residenze, fra le quali una a Rouen, l'Hôtel de Lisieux, e una a Canapville detta "Maniero dei Vescovi".
Al tempo delle incursioni vichinghe la sede vescovile fu abbandonata restando vacante qualche anno dall'876.
Nel maggio del 1055 vi si tenne un Concilio, formato dai vescovi della provincia in presenza del legato papale Hermenfroi e di Guglielmo II di Normandia,
che avrebbe allontanato dal seggio arcivescovile di Rouen Mauger, e insediato Maurilio. 
In epoca ducale il vescovo-conte Herbert, poi Hugues d'Eu, eressero la cattedrale romanica. In seguito sarà edificata quella gotica odierna, dove l'erudito Nicola d'Oresme fu vescovo-conte dal 1377, oltre che precettore di re Carlo V di Francia.
Durante la guerra dei Cent'anni, sotto l'occupazione inglese, Pierre Cauchon, che ambiva alla carica di arcivescovo di Rouen, fu difatti eletto a Lisieux nel 1432. Vi sarà sepolto nella cappella assiale della cattedrale, da lui voluta.
Nel XV secolo, dopo la fine della guerra dei Cent'anni, l'industria tessile s'installò in città, sotto la protezione reale di Luigi IX.

### Guerre di religione

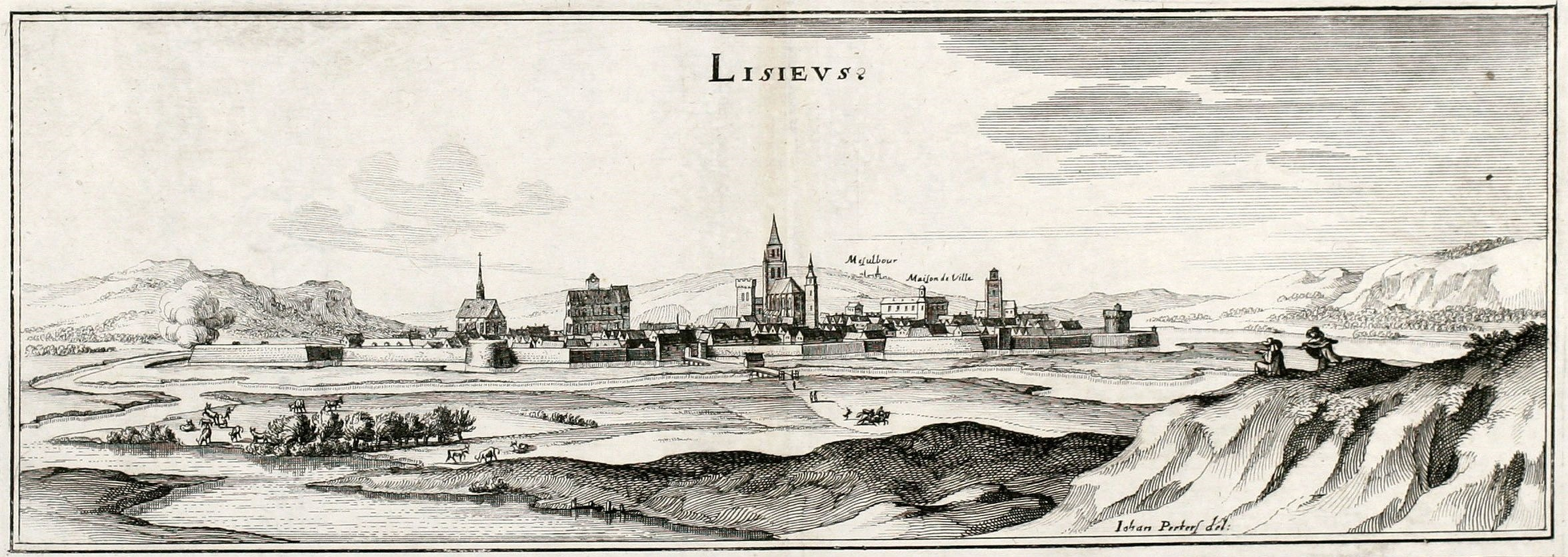
Lisieux in una stampa del 1657.

Nel 1590, durante l'ottava guerra di religione, il re Enrico IV di Francia dovette riconquistare il suo regno, ma quando arrivò a Lisieux la guarnigione cattolica fuggì ed egli s'impossessò della città senza combattere.

### Rivoluzione francese
Durante la Rivoluzione francese la città venne immessa nel dipartimento del Calvados, divenendo una città minore rispetto a Caen, che ne divenne il capoluogo. Inoltre nel 1791 venne soppresso il suo vescovado, uno dei sette storici della Normandia; che sarà ricreato solo nel 1855 fondendolo con quello di Bayeux; il vescovo porta infatti il titolo di "Bayeux e di Lisieux".

### Storia contemporanea

#### L'Elicottero di Cornu

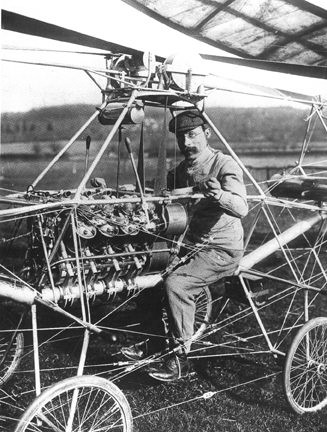
L'elicottero di Paul Cornu.

Nei primi del '900 l'inventore Paul Cornu, in collaborazione con il fratello Jacques e il padre Jules, progettò e costruì l'"elicottero Cornu", un velivolo di 6 metri di lunghezza, in grado di ospitare un passeggero nel mezzo e dotato di due rotori controrotanti alle estremità messi in rotazione da un motore Antoinette da 24 cavalli. Il 13 novembre 1907, a Lisieux, Cornu fu il primo uomo ad effettuare un volo libero controllato alzandosi in volo di 30 cm per circa 20 secondi, senza la necessità di vincoli di sicurezza e l'episodio viene riconosciuto come il primo volo libero effettivo di un elicottero con passeggero.

#### Il culto di Santa Teresa
Con lo sviluppo del culto di Santa Teresa nel XX secolo, è stata eretta una grande basilica neo-bizantina a lei dedicata su una collina vicino alla città. La devozione alla Santa, che visse al Convento del Carmelo, fa di Lisieux il secondo luogo di pellegrinaggio di Francia dopo Lourdes.
La basilica venne inaugurata l'11 luglio 1937 da monsignor Eugenio Pacelli, il futuro papa Pio XII, allora legato pontificio.

#### La Guerra
Il 6 e 7 giugno del 1944 i bombardamenti alleati causarono più di 800 vittime e distrussero i due terzi della città, fra cui il monastero benedettino, dove persero la vita venti monaci. La liberazione della città avvenne il 23 agosto 1944.

#### Storia odierna
Nel 1960, Lisieux assorbe il comune limitrofo di Saint-Jacques.
Il 2 giugno 1980 papa Giovanni Paolo II viene a Lisieux durante la sua prima visita ufficiale in Francia come papa.

## Monumenti e luoghi d'interesse

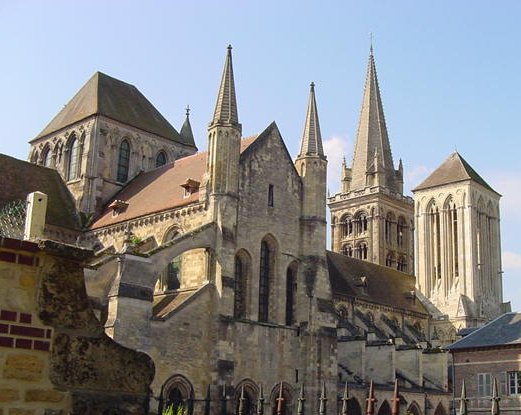
La Cattedrale di San Pietro.

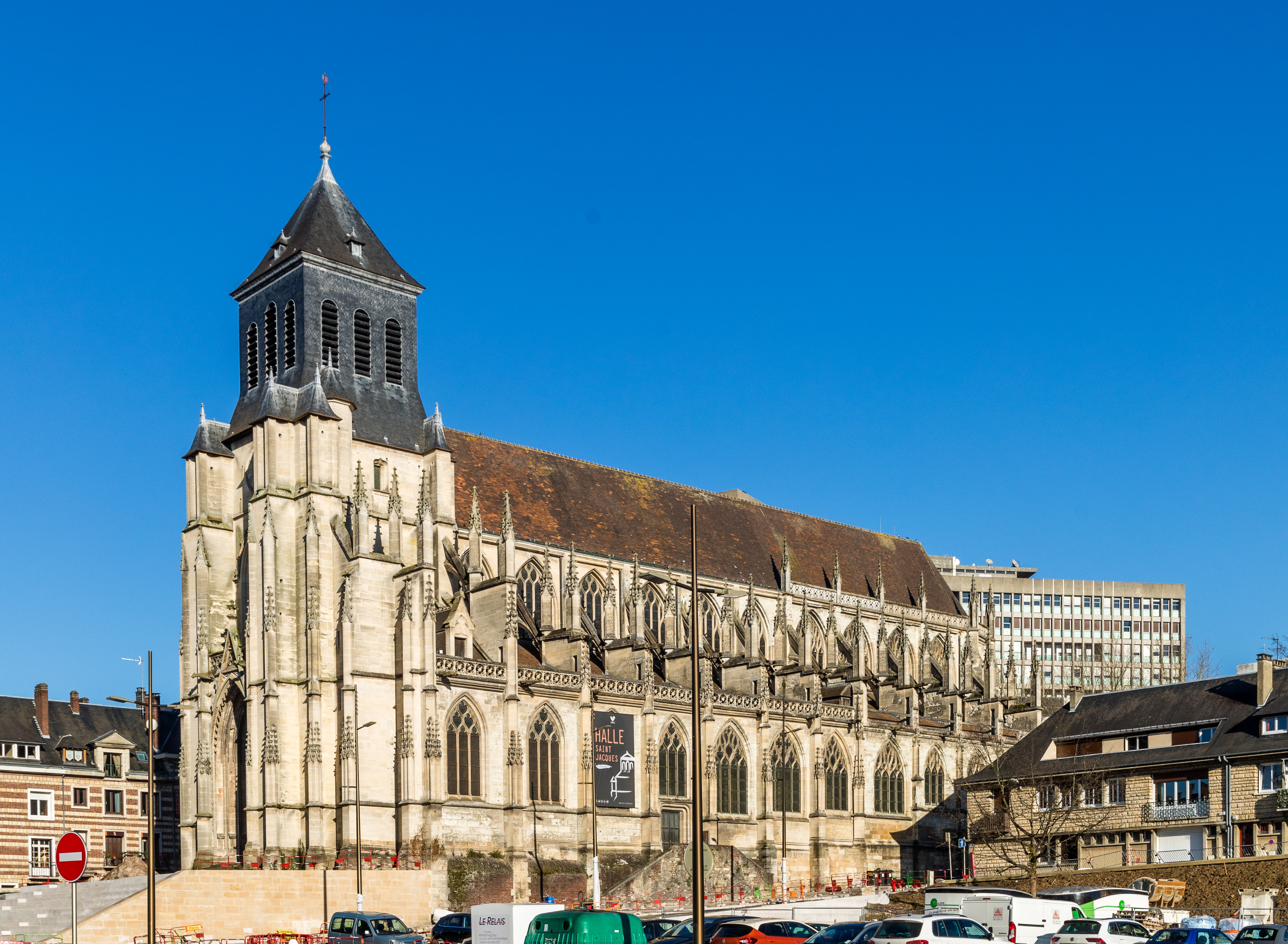
La Chiesa di San Giacomo.

La città è ricca di prestigiosi monumenti, alcuni significativi per i numerosi pellegrini (circa un milione) che ogni anno si recano in questa città soprattutto durante le feste dell'ultima domenica di settembre e la settimana seguente, in onore della religiosa carmelitana.
- La Cathédrale Saint-Pierre, Cattedrale di San Pietro, grande edificio gotico, fu costruito fra il 1160 e il 1230 per volere del vescovo Arnolfo. Era anche la parrocchia di Santa Teresa.
- Palais épiscopal. Il Palazzo vescovile, che sorge accanto alla cattedrale, venne costruito in mattoni e pietra nel 1680 per il vescovo-conte Léonor II Goyon de Matignon. Oggi è sede del Palazzo di Giustizia e dal 1862 accoglie anche la Biblioteca municipale.
- Église Saint-Jacques. La Chiesa di San Giacomo, è uno splendido edificio tardo-gotico costruito fra il XV e il XVI secolo.
- Basilique Sainte-Thérèse. L'immensa Basilica di Santa Teresa è stata costruita in stile neororomanico-neobizantino negli anni trenta per accogliere i numerosi pellegrini.
- Hôtel de Ville. L'attuale Municipio di Lisieux era una residenza nobiliare fatta erigere nel 1713 da Charles Louis Le Bas de Préaux, consigliere del re Luigi XVI di Francia e ricevitore delle finanze di Rouen e regione. Dopo la Rivoluzione francese divenne il Municipio della città.
- Hôtel du haut doyenné. Il Palazzo dell'Alto Decano venne eretto nel 1769 per volere di Jean-Baptiste-René Le Bas de Fresne, Alto-decano del vescovo-conte di Lisieux. Sfuggito ai bombardamenti è oggi sede de l'École nationale de musique et de danse.
- Les Buissonnets. La casa dove ha abitato Teresa e la sua famiglia.
- Le Carmel. Il Convento del Carmelo, fondato nel 1838 e dove si è svolta la vicenda di Teresa. Accoglie anche la sua salma di nuovo Dottore della Chiesa.
- Château de Saint-Germain-de-Livet. Il Castello di Saint-Germain-de-Livet, anche se sito nel comune limitrofo, appartiene alla città di Lisieux. Contornato da fossati e da un bel parco fiorito, si compone di due parti. Una a graticci del XV secolo, e l'altra in pietra e mattoni della fine del XVI secolo.

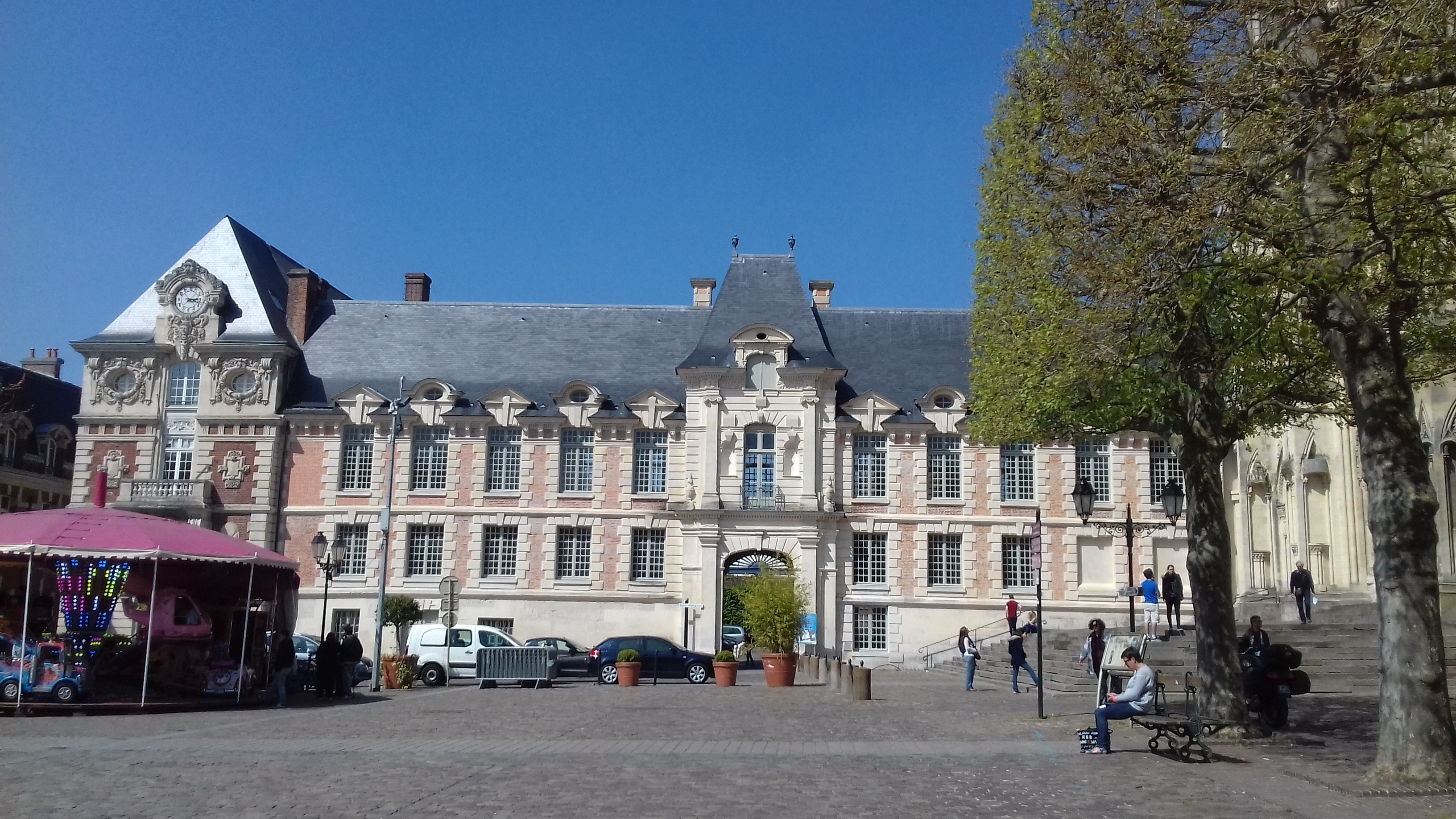
Il Palazzo vescovile
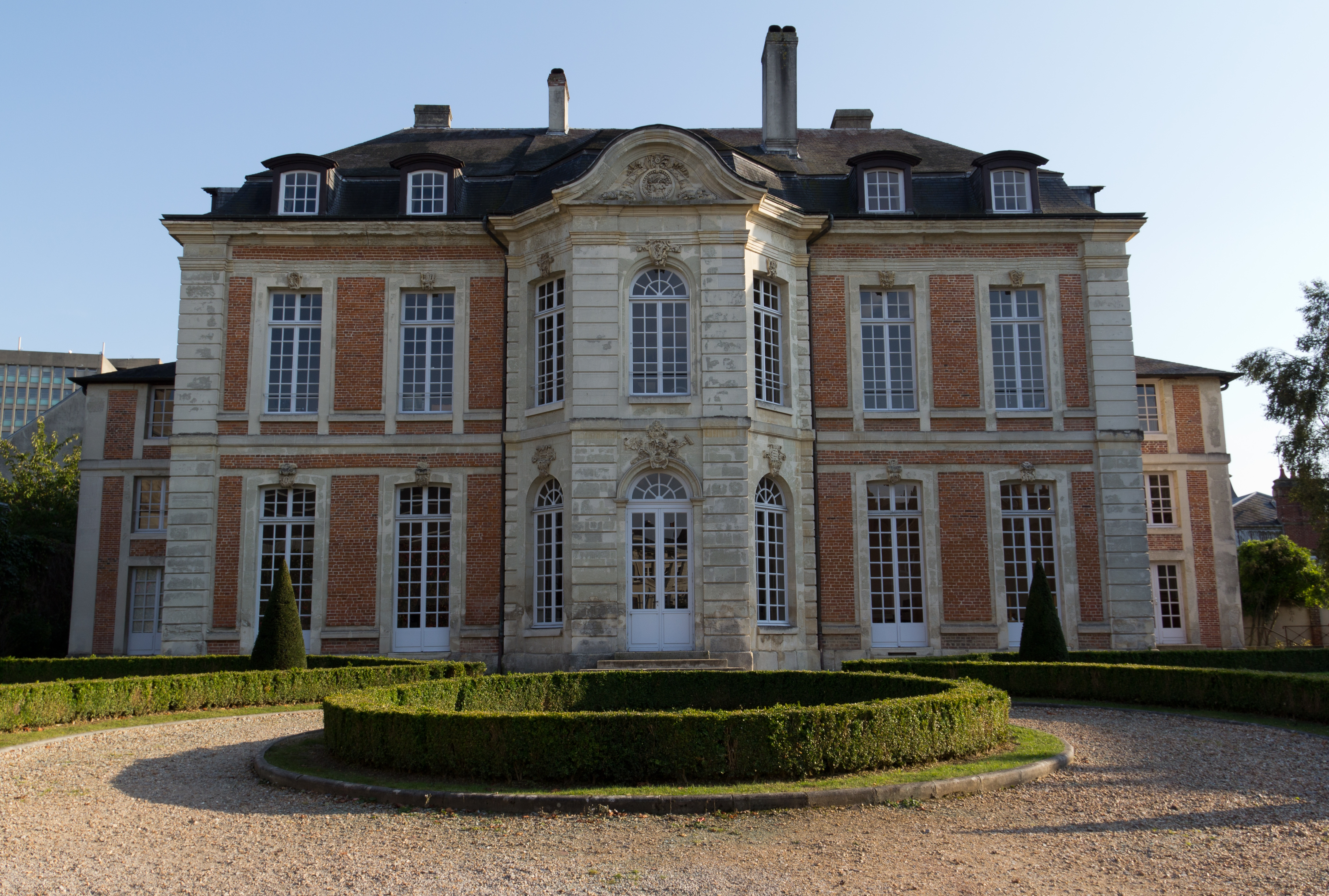
Il Palazzo dell'Alto Decano
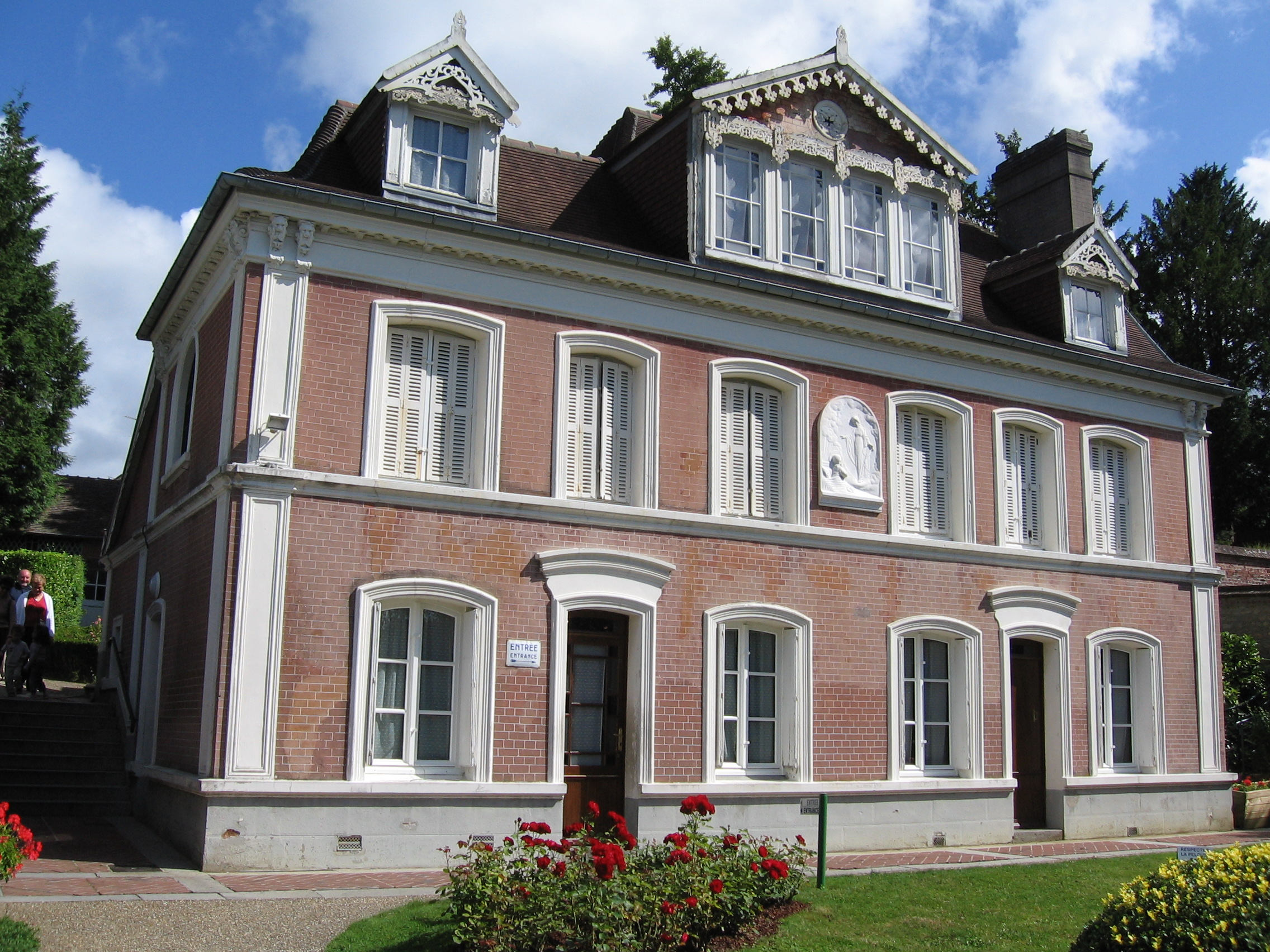
Les Buissonnets
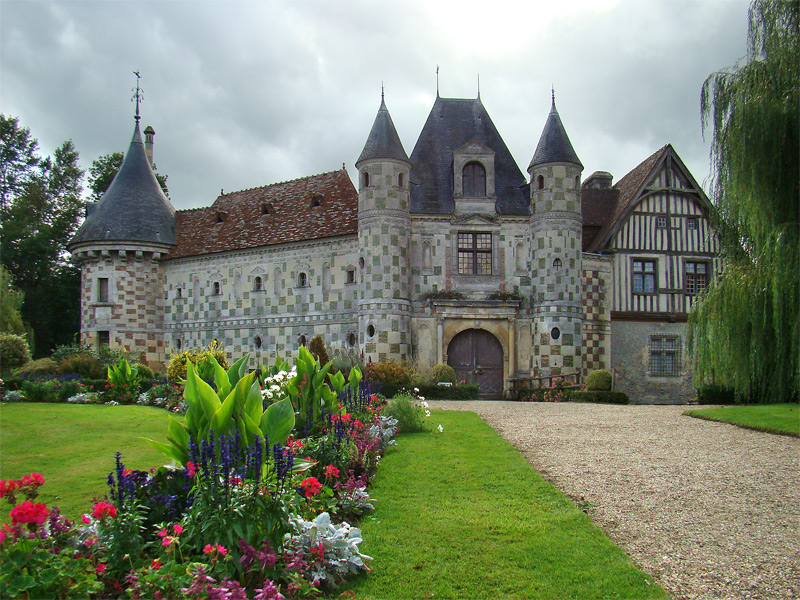
Castello di Saint-Germain-de-Livet

## Società

### Evoluzione demografica
Abitanti censiti

## Amministrazione

### Gemellaggi
- Taunton
- Saint-Georges
- Mogliano Veneto
- Acireale